# 毛泽东像章

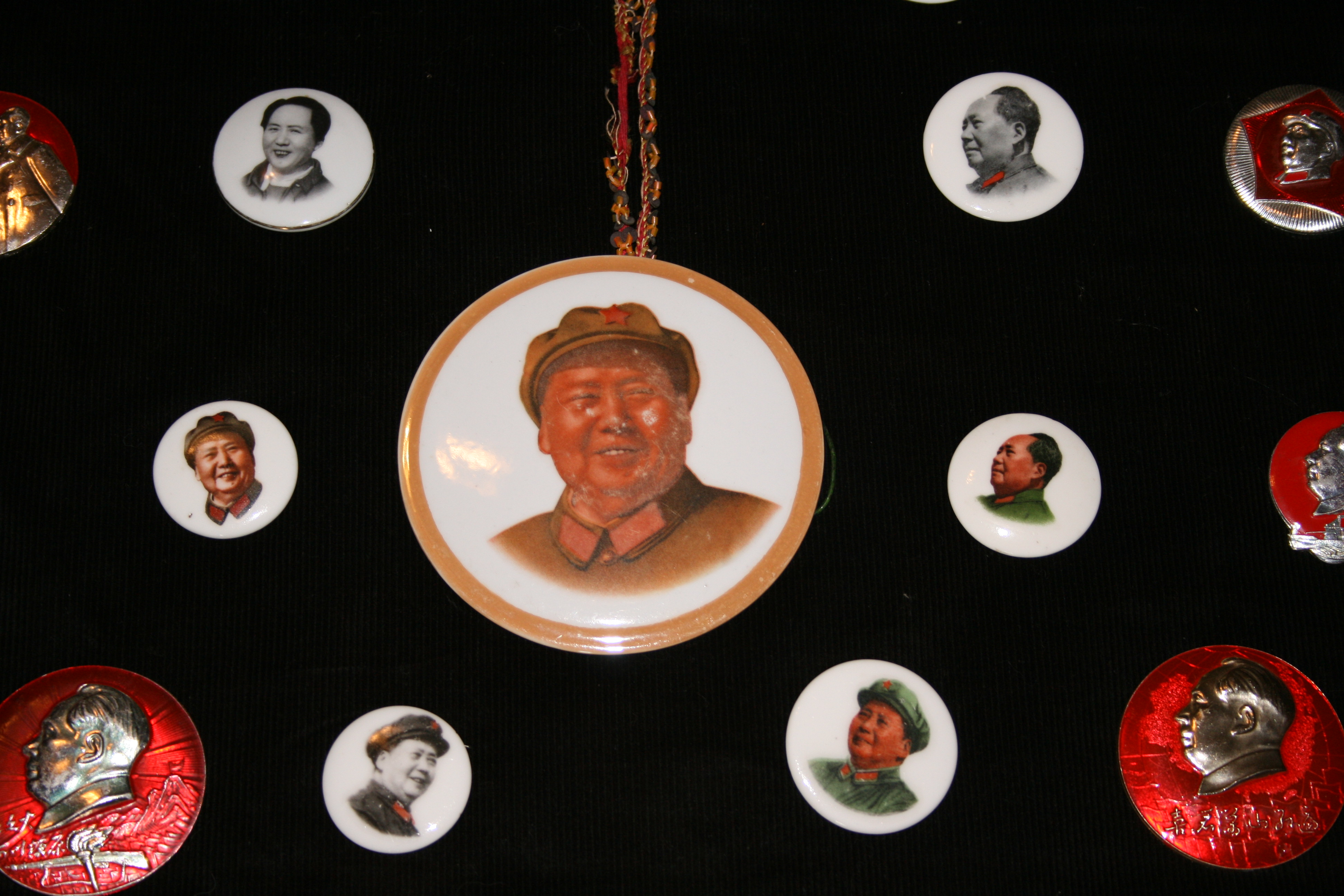
各式毛主席像章

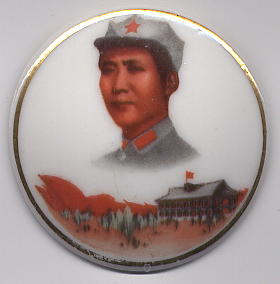

毛主席像章或毛泽东像章是指以中共中央主席毛泽东像为表现主体的像章，是文化大革命中一种崇拜礼器，也简称「像章」、「红宝章」、「纪念章」。当时各大小单位都争相设计、制作各式各样的毛泽东像章，佩戴、收藏、赠送、交换毛泽东像章，成为一种时尚。当时形成一种风气，各省地市、系统、单位成立革命委员会或召开大型的重要会议，就要制作、赠送毛泽东像章，而且要比一比谁做得更精致、更豪华。

## 起源
毛主席像章最早出自1937年东北抗日联军颁发的银质毛主席奖章。1942年，延安制作出第一枚延安毛泽东像章。1945年，电影艺术家凌子风设计了最早的毛泽东金属像章。中华人民共和国建国初期，一些地方就开始限量生产毛泽东奖章和纪念章。但真正形成全社会狂热则是在文革的1966年夏至1971年夏；高潮在1967年春至1969年夏的各级革委会成立时，前后5年时间制作的种类约1万种、总数20亿枚。其中，侧面浮雕头像像章所采用的浮雕像原版，除个别版为王朝闻塑造，其余绝大多数来自雕塑家张松鹤自1950年代起塑造的多个版本浮雕像或被复制后修改版。像章制作热潮止于毛泽东的幽默话语：「还我飞机」（因为像章和飞机都用铝材）。

## 质地和样式
像章主体是毛泽东的头像（向左）、半身像或全身像，多为红色底金色像。配以毛泽东的手书、林彪的「紧跟」题词，或韶山、井冈山、遵义、延安、天安门等革命圣地作背景，环绕以松竹梅日月星等吉祥物、八个样板戏之类的图案。一般为圆形，也有桃心形、五角形的；形制越做越大，最大的能达到20多厘米直径，不能用别针佩戴，只能用绸带挂在脖上或胸前。材料以铝质为主，也有铜铁、镀金、纯银、水晶石、塑料、有机玻璃、陶瓷等20多种质材。其中以中国人民解放军总政治部制作的星形毛泽东像章、条形「为人民服务」手书两枚一套，俗称「军星儿」，最为精致、珍贵。与另一种「七分钱」（当时售价）的红地金像，共赠发、出售了1亿枚。

## 收藏和研究
一些人專門收藏毛泽东像章，每见有新样式的像章，总想弄一枚到手为快，其中以林彪的妻子叶群收藏有全国各地「敬献给林副主席」的近1万枚像章为最。因此当时便出现了以像章换像章的非法交易市场（黑市）。
1980年代末期以来，毛泽东像章成了一种有收藏价值的、有利可图的商品，被搜集起来，甚至还有仿制品被制造出来，出售给外国旅游者；各地都有某某搜集毛泽东像章的收藏家的事迹、设立家庭毛泽东像章展览的消息，被陆续报道出来，甚至还出版了不止一种的毛泽东像章图册和专著。据旅居美国的桑晔1990年代初的报道，他个人收藏的像章就达7,000余种。日本人樱井澄夫收藏毛泽东像章的早期像章多达700余种，列早期像章收藏之首。大陆有名的毛泽东像章收藏家有四川王安建、宋一凡，贵州周继厚，上海黄淼鑫、沈玉贤、顾念之、江缘钟，陕西许韧，北京的阎新龙、马京军，广东饶贵祥、汤国云、李云庄，江苏史明，江西陈和平等。
上海市毛泽东像章研究会《收藏通讯》介绍：两组20枚的「语录像章」，参考估价为人民幣1,000元；一组30枚套的「红卫兵系列像章」，参考估价为人民幣1万元。内蒙古包头的银片压制毛泽东像章系列（5种），直径从8厘米到18厘米，全套市场价达人民幣4,000元以上。